# I Won't Last a Day Without You
"I Won't Last a Day Without You" is een nummer van The Carpenters uit 1972.
De tekst is geschreven door Paul Williams en de muziek gecomponeerd door Roger Nichols. Dit duo had ook de eerdere hits "We've Only Just Begun" en "Rainy Days and Mondays" voor het duo geschreven. Naast Karen Carpenter op zang en Richard Carpenter op elektrische piano zijn op het nummer Joe Osborn (basgitaar), Tony Peluso (elektrische gitaar), Hal Blaine (drums) en Earl Dumler (hoorn) op de opname te horen.
Het nummer is afkomstig van het album A Song for You en werd in september 1972 op single uitgebracht met Goodbye to Love als dubbele A-kant, maar zonder veel succes. Twee jaar later werd het opnieuw op single uitgebracht - mede omdat de single door andere artiesten gecoverd was - en deze tweede poging was succesvoller.
De single bereikte nummer 9 in de UK Singles Chart. Twee jaar later werd het nummer in de VS uitgebracht, waar het nummer 11 in de Billboard Hot 100 haalde. Het was de negende nummer 1-hit van de groep op de easy listening-hitlijst. In Nederland kwam de single niet verder dan de Tipparade.
Verschillende artiesten hebben een cover van I Won't Last a Day Without You uitgebracht. Diana Ross nam het op op haar album Touch Me in the Morning uit 1973 en I Won't Last a Day Without You werd ook de B-kant van de succesvolle single van het titelnummer van het album. Maureen McGovern bracht het in 1973 uit als single en dit leverde een bescheiden Billboard Hot 100 hit op.

## NPO Radio 2 Top 2000
I Won't Last a Day Without You stond alleen in 1999 in de NPO Radio 2 Top 2000, op plek 1569.